# 金融財政事情研究会
一般社団法人金融財政事情研究会（きんゆうざいせいじじょうけんきゅうかい）は、金融財政に関する知識の啓蒙普及を行うとともに、内外の金融財政問題、金融機関経営分析等の総合的調査研究を行い、合理的金融財政政策の実現、金融市場、金融機関の健全な発展並びに学術の振興に寄与することを目的とした、一般社団法人。以前は金融庁主管、財務省および文部科学省共管の社団法人であったが、公益法人制度改革に伴い一般社団法人に移行。

## 概要
略称「金財」（きんざい）。この略称は本法人の英文表記であるKinzai Institute for Financial Affairs,Inc.に用いられており、その他にも本法人の営利及び非公益事業を行う関連会社である株式会社きんざい・株式会社金財エージェンシーに用いられている。
パーソナル・ファイナンシャル・プランニング(PFP)のISO規格化策定で、NPO法人日本ファイナンシャル・プランナーズ協会とともに日本における中心的な役割を担っている。
FP技能士及び金融窓口サービス技能士の試験を実施している。

## 沿革
- 1950年（昭和25年）6月1日 : 福田赳夫が中心となり設立
  - 9月27日 : 大蔵省所管の社団法人として登記
- 1950年 : 金融専門雑誌「金融財政事情」創刊
- 1953年（昭和28年） : 法律関係の専門雑誌「金融法務事情」創刊
- 1983年（昭和58年） : 消費者金融、信販・クレジットカード業界誌「消費者信用」創刊
- 1985年（昭和60年）7月31日 : 日本で初めての金融機関業務関連の評価制度である「テラー技能審査」を労働省が技能審査として認定する[1]。
- 1987年（昭和62年）3月27日 : 日本で初めてのファイナンシャル・プランナーに関する認定制度である金融渉外技能審査を労働省が技能審査として認定する[2]。
- 1988年（昭和63年） : FPセンターを設立
- 1989年（平成元年） : フィナンシャル・プランナー専門誌「KINZAI Financial Plan」創刊
- 2002年（平成14年）4月10日 : 「金融渉外技能審査」および「テラー技能審査」が廃止され、国家資格としてファイナンシャル・プランニング技能士および金融窓口サービス技能士が追加される[3]。
  - 6月11日 : 厚生労働省が技能検定にファイナンシャル・プランニング職種および金融窓口サービス職種を追加[4]。両検定の指定試験機関となる[5]。
- 2011年（平成23年） 4月1日をもって一般社団法人に移行。
- 2023年（令和5年）4月1日 : 株式会社きんざいと経営統合[6]。

## 関連会社・組織
- ファイナンシャル・プランニング技能士センター